# Bóveda (Villar de Barrio)
Bóveda (llamada oficialmente Santa María de Bóveda) es una parroquia y un lugar del municipio español de Villar de Barrio, en la provincia de Orense, Galicia.

## Organización territorial
La parroquia está formada por dos entidades de población:
- Bóveda
- Vilar de Gomareite

## Demografía

### Parroquia
| Gráfica de evolución demográfica de Bóveda (parroquia) entre 2000 y 2023 |
|                                                                          |
| Datos según el nomenclátor publicado por el INE.                         |

### Lugar
| Gráfica de evolución demográfica de Bóveda (lugar) entre 2000 y 2023 |
|                                                                      |
| Datos según el nomenclátor publicado por el INE.                     |